# John Malcolm Bulloch
John Malcolm Bulloch, född 1867 och död 6 mars 1938, var en brittisk kritiker och publicist.
Bulloch utgav tidskriften The Sketch 1893-99, The Sphere 1899-1909, The Graphic 1909-24, och var därefter litterär medarbetare i Allied newspapers.
Bulloch bedrev forskning över flera skotska släkters historia, vilket bland annat förde honom på studiefärd till Sverige. Han utgav bland annat The Gay Gordons (1908), Gordon highlanders (1913) och Bibliography of the Gordons (1924).